# Manggarwetan
Manggarwetan is een bestuurslaag in het regentschap Grobogan van de provincie Midden-Java, Indonesië. Manggarwetan telt 3196 inwoners (volkstelling 2010).